# Wurzbach

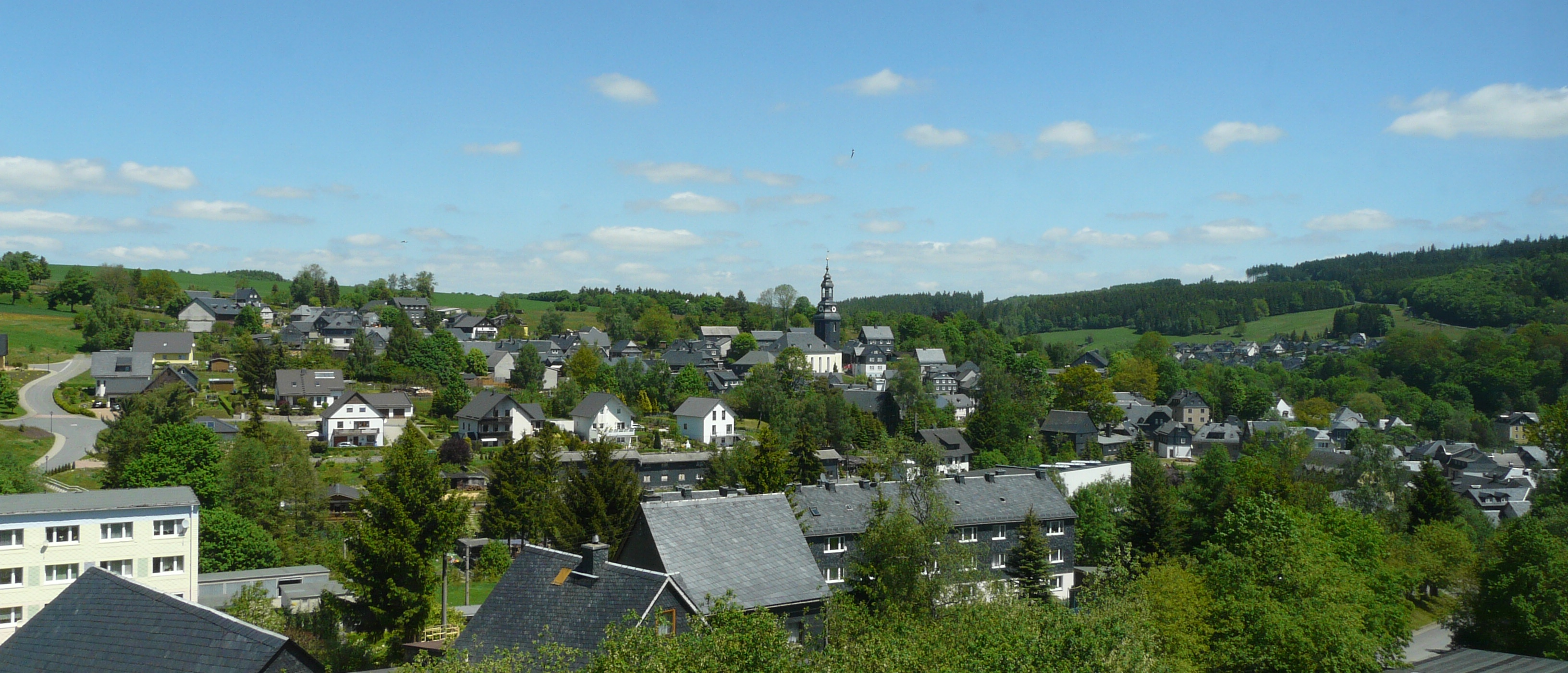
Wurzbach

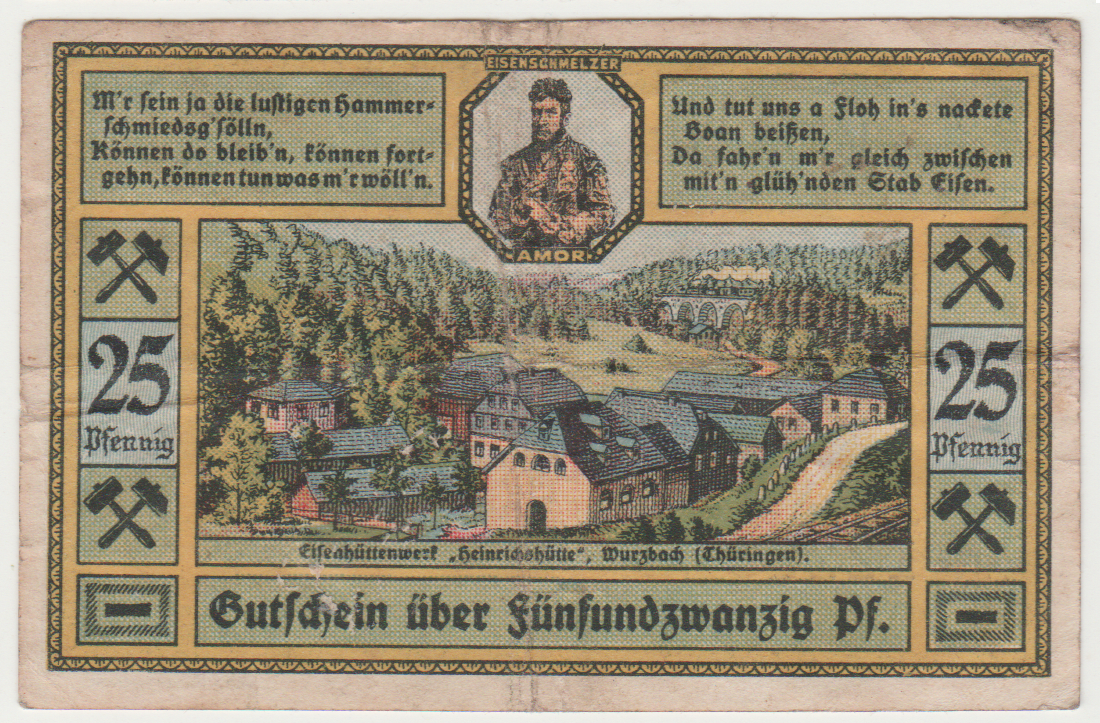
Die Heinrichshütte auf einem Notgeldschein von 1921

Wurzbach ist eine Landstadt im thüringischen Saale-Orla-Kreis.

## Geografie

### Lage
Die Stadt Wurzbach liegt am Nordwestrand des Frankenwaldes an der Sormitz, ist 72,31 km² groß und befindet sich in einer Höhenlage von 500 bis 725 m ü. NHN.

### Stadtgliederung
Die Stadt Wurzbach besteht aus folgenden Ortsteilen: 
- Wurzbach mit Dürrenbach, Haslersberg, Heinrichsort
- Grumbach (Ersterwähnung 1616)
- Heberndorf (Ersterwähnung 1413)
- Heinersdorf (Ersterwähnung 1250) mit Klettigshammer
- Oßla (Ersterwähnung 1250) mit Knauermühle
- Titschendorf (Ersterwähnung 1616) mit Heinrichshöhe und Rodacherbrunn
- Weitisberga (Ersterwähnung 1380)[3]

## Geschichte
Der als Waldhufendorf angelegte Ort wurde am 23. Juni 1250 als Besitz der Herren von Lobdeburg erstmals urkundlich erwähnt. Der Ort gehörte zur reußischen Herrschaft Ebersdorf, zeitweise zu den Linien Reuß-Lobenstein und Reuß-Ebersdorf. Von 1848 bis 1918 gehörte Wurzbach zum Fürstentum Reuß jüngerer Linie. 1930 wurde Wurzbach das Stadtrecht verliehen.
Nachdem der FDGB-Feriendienst das Heim Frankenwald im Jahr 1984 in Betrieb genommen hatte, wurde Wurzbach zu einem Erholungsort der Werktätigen. Es fanden täglich Veranstaltungen wie geführte Wanderungen, Farbdiavorträge, Musikveranstaltungen, Zauberei- und Tanzabende und auch Fahrten in die nähere Umgebung statt.

### Technikgeschichte
Im 15. Jahrhundert wurde bereits das Handwerk der Hammerschmiede erwähnt. Es ist somit das älteste im Ort. Teller- und Löffelmacher kamen im 16. Jahrhundert hinzu; es entstanden die Hüttenwerke in Benignengrün und Solmsgrün. 1729 wurde die Heinrichshütte (zuletzt im Besitz der Familien Meier und Kämmerer, 1969 enteignet) gegründet, die als technisches Schaudenkmal erhalten geblieben ist.
Heute können Touristen im Technischen Schaudenkmal die größte Dampfmaschine ihrer Bauart Europas besichtigen und am Schaugießen teilnehmen.

### Politische Geschichte
Im Zweiten Weltkrieg mussten 18 Arbeitskräfte aus den besetzten Ländern Osteuropas Zwangsarbeit verrichten. Ein Zwangsarbeiter aus Polen wurde wegen „Selbstverstümmelung“ 1943 im Zuchthaus Brandenburg-Görden hingerichtet.

### Eingemeindungen
Am 1. Juli 1999 wurden die bisher selbstständigen Gemeinden Grumbach, Heberndorf, Heinersdorf, Oßla, Titschendorf und Weitisberga sowie die bisherige Stadt Wurzbach (alter Gemeindeschlüssel 16 0 75 126), welche die Verwaltungsgemeinschaft Region Wurzbach bildeten, aufgelöst und in die Stadt Wurzbach eingemeindet.

### Einwohnerentwicklung
Entwicklung der Einwohnerzahl (ab 1994 jeweils Stand 31. Dezember):
| - 1833: 1.454 - 1994: 2.461 - 1995: 2.406 - 1996: 2.378 - 1997: 2.338 - 1998: 2.275 | - 1999: 4.079 - 2000: 4.039 - 2001: 4.008 - 2002: 3.953 - 2003: 3.909 - 2004: 3.871 | - 2005: 3.798 - 2006: 3.673 - 2007: 3.612 - 2008: 3.515 - 2009: 3.429 - 2010: 3.378 | - 2011: 3.265 - 2012: 3.291 - 2013: 3.225 - 2014: 3.208 - 2015: 3.212 - 2016: 3.215 | - 2017: 3.159 - 2018: 3.098 - 2019: 3.081 - 2020: 3.036 - 2021: 2.956 - 2022: 2.996 | - 2023: 2.940 - 2024: 2.864 |

Datenquelle ab 1994: Thüringer Landesamt für Statistik

## Politik

### Stadtrat
Die letzten drei Stadtratswahlen in Wurzbach führten zu den in folgender Tabelle dargestellten Ergebnissen:
| Parteien und Wählergemeinschaften | Parteien und Wählergemeinschaften                                        | Prozent 2019 | Sitze 2019 | Prozent 2014 | Sitze 2014 | Prozent 2009 | Sitze 2009 |
| --------------------------------- | ------------------------------------------------------------------------ | ------------ | ---------- | ------------ | ---------- | ------------ | ---------- |
| CDU-BU                            | Christlich Demokratische Union Deutschlands – Bürgerunion1               | 37,7         | 6          | 44,1         | 7          | 20,0         | 3          |
| VWG                               | Vereinswählergemeinschaft Wurzbach                                       | 27,9         | 5          | 38,6         | 6          | 42,9         | 7          |
| UBV                               | Unabhängige Bürgervertretung – Freie Wählergemeinschaft Saale-Orla-Kreis | 14,9         | 2          | –            | –          | –            | –          |
| WGH                               | Wählergemeinschaft Heberndorf                                            | 10,7         | 2          | –            | –          | –            | –          |
| Linke                             | Die Linke                                                                | 8,8          | 1          | 17,4         | 3          | 14,2         | 2          |
| SPD                               | Sozialdemokratische Partei Deutschlands                                  | –            | –          | –            | –          | 22,9         | 4          |
| Gesamt                            | Gesamt                                                                   | 100          | 16         | 100          | 16         | 100          | 16         |
| Wahlbeteiligung                   | Wahlbeteiligung                                                          | 57,1 %       | 57,1 %     | 47,8 %       | 47,8 %     | 46,5 %       | 46,5 %     |

1 2009 als Christlich Demokratische Union Deutschlands (CDU)

### Bürgermeister
Zum hauptamtlichen Bürgermeister wurde am 11. Juni 2023 Guido Kant-von der Recke (parteilos) gewählt. Zuvor amtierten von 1999 bis 2011 Jürgen Fischer (parteilos) und von 2011 bis 2023 Jan Schübel (CDU/BU Wurzbach).

### Wappen
Blasonierung: „In Silber auf grünem Berg ein schreitender goldener Kranich.“

## Kultur und Sehenswürdigkeiten

### Kunst

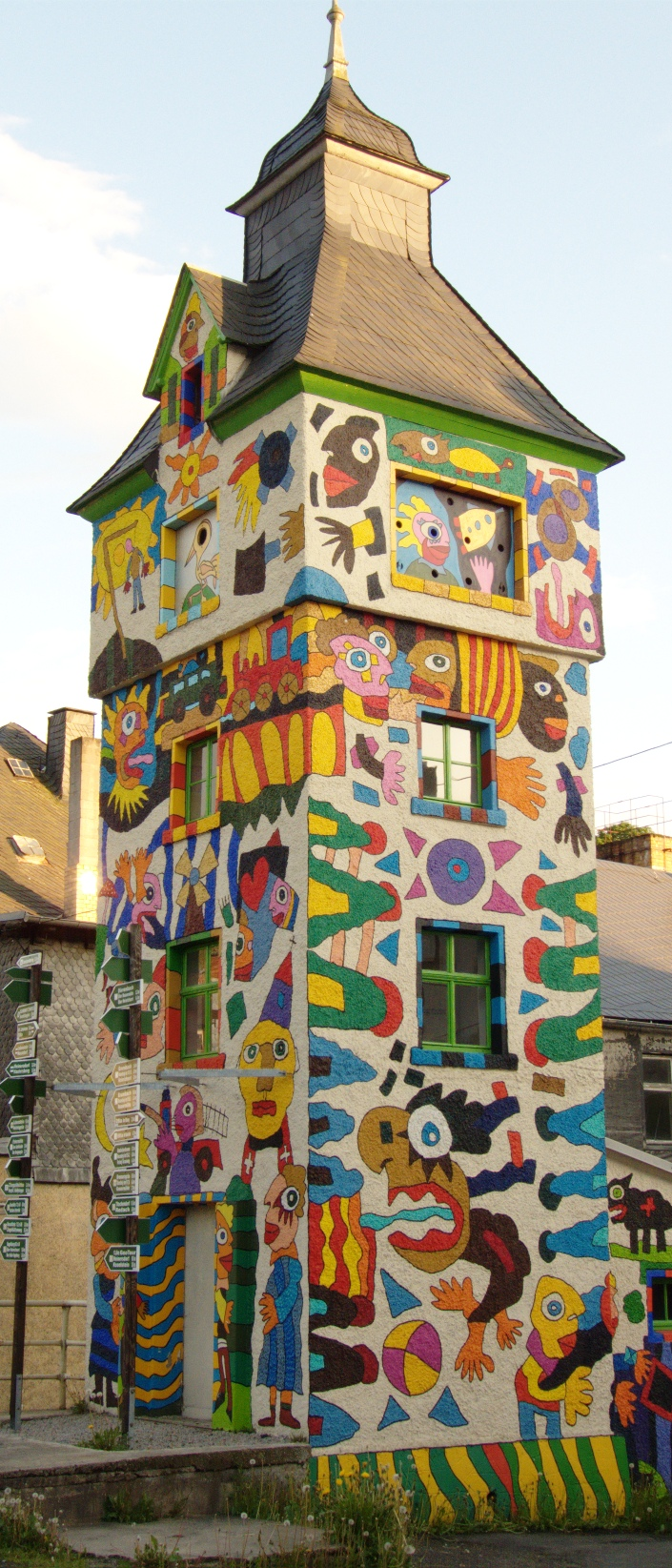
Trafohäuschen am Markt in Wurzbach

Der Leipziger Künstler Michael Fischer-Art gestaltete den alten Trafo-Turm am Markt neu. Die Initiative kam von Bärbel Müller, die eine Galerie am Markt direkt neben dem Turm betreibt. Das Projekt wurde durch Spenden finanziert. Im August 2008 wurde das Kunstwerk eingeweiht.

### Museen
- Das technische Museum Heinrichshütte informiert über die Entwicklung der Gießereitechnik. Als besondere Sehenswürdigkeit gilt eine der größten erhaltenen Dampfmaschinen Europas.
- Das Museum Zschachenmühle zeigt als technisches Denkmal die Geschichte der Landwirtschaftstechnik in der Region. Es verfügt auch über eine Mineralien-Schausammlung und einen Kunst- und Skulpturenpark mit teils skurrilen Schrottfiguren und einem „Paradiesgarten“.
- Das Museum für Steindruck im Kunsthaus Müller besteht seit 2015 und zeigt in der ständigen Ausstellung Geschichte und Technik des Steindruckes sowie vierteljährlich  Wechselausstellungen zum Steindruck.

### Gedenkstätten
Seit 1985 erinnert am Ortsausgang in Richtung Lobenstein eine Stele an den Todesmarsch von KZ-Häftlingen des Außenlagers Laura bei Lehesten im Frühjahr 1945.

### Tourismus und Freizeit
Das alte Rathaus am Markt (WurzBachHaus) ist ein alter Familienbesitz und wird auch heute noch bewohnt. Einzelne Räume werden als Naturparkinformationsstelle genutzt. Nur wenige Meter entfernt informieren Tafeln über die Stadtgeschichte. In der Nähe des Familienhotels Aparthotel Am Rennsteig befindet sich der 320 m lange Skilift mit Abfahrts-, Langlauf-Ski- und Rodel-Möglichkeiten. Wurzbach besitzt auch ein Kino und eine Bibliothek. Im angrenzenden Frankenwald gibt es ca. 120 km ausgeschilderte Wanderwege.

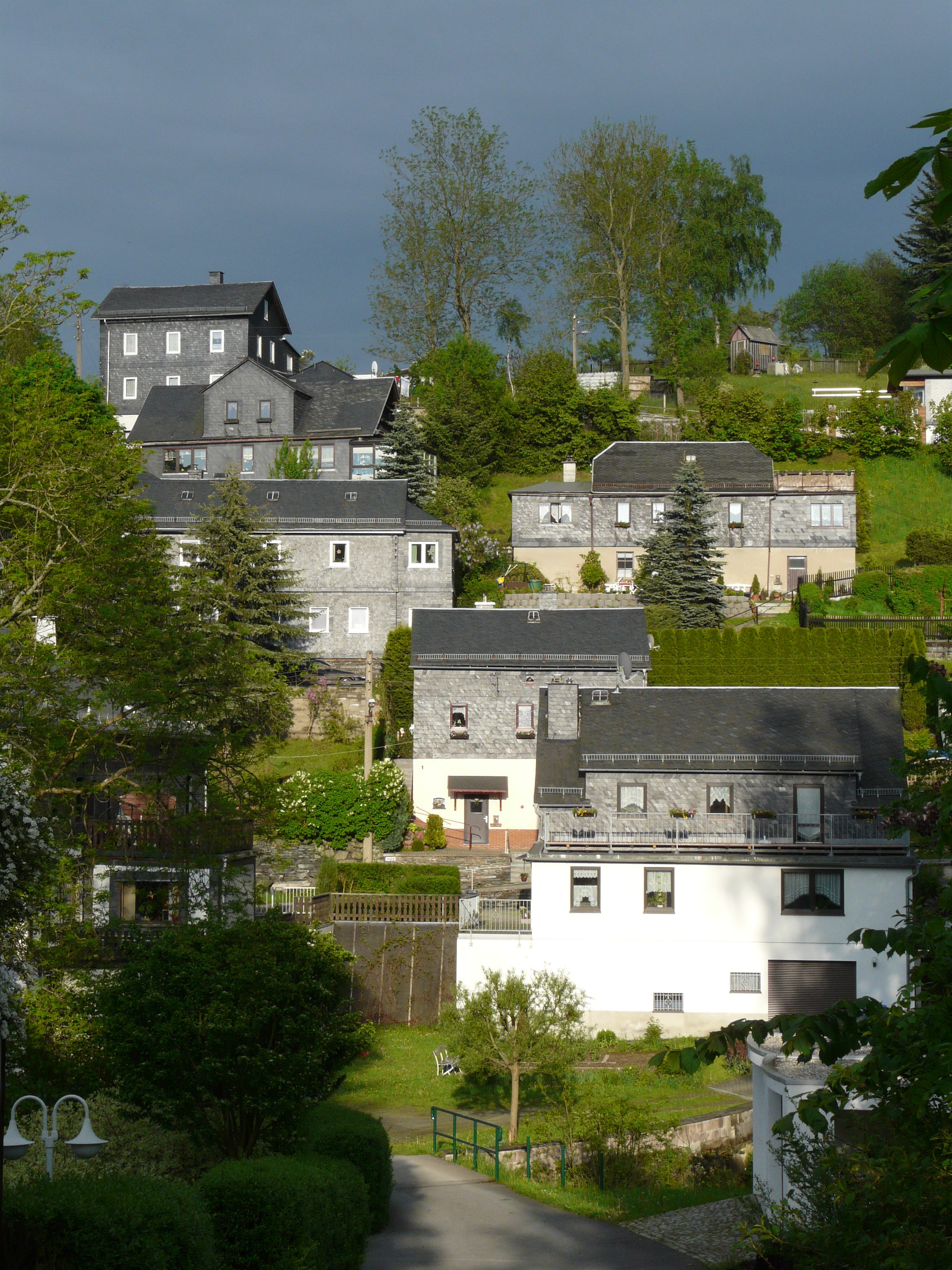
Wohnhäuser „An der Sormitz“
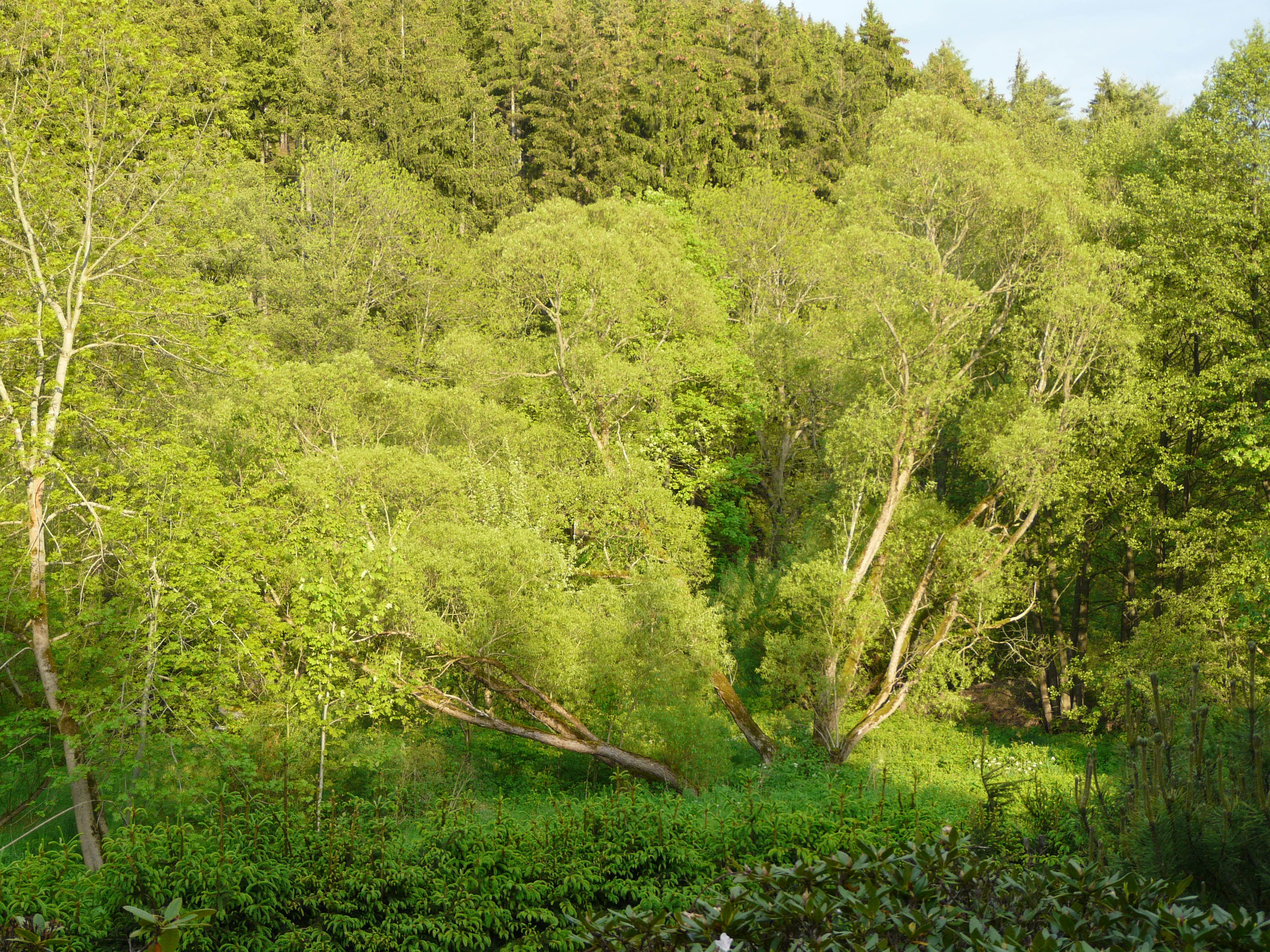
Stadtpark
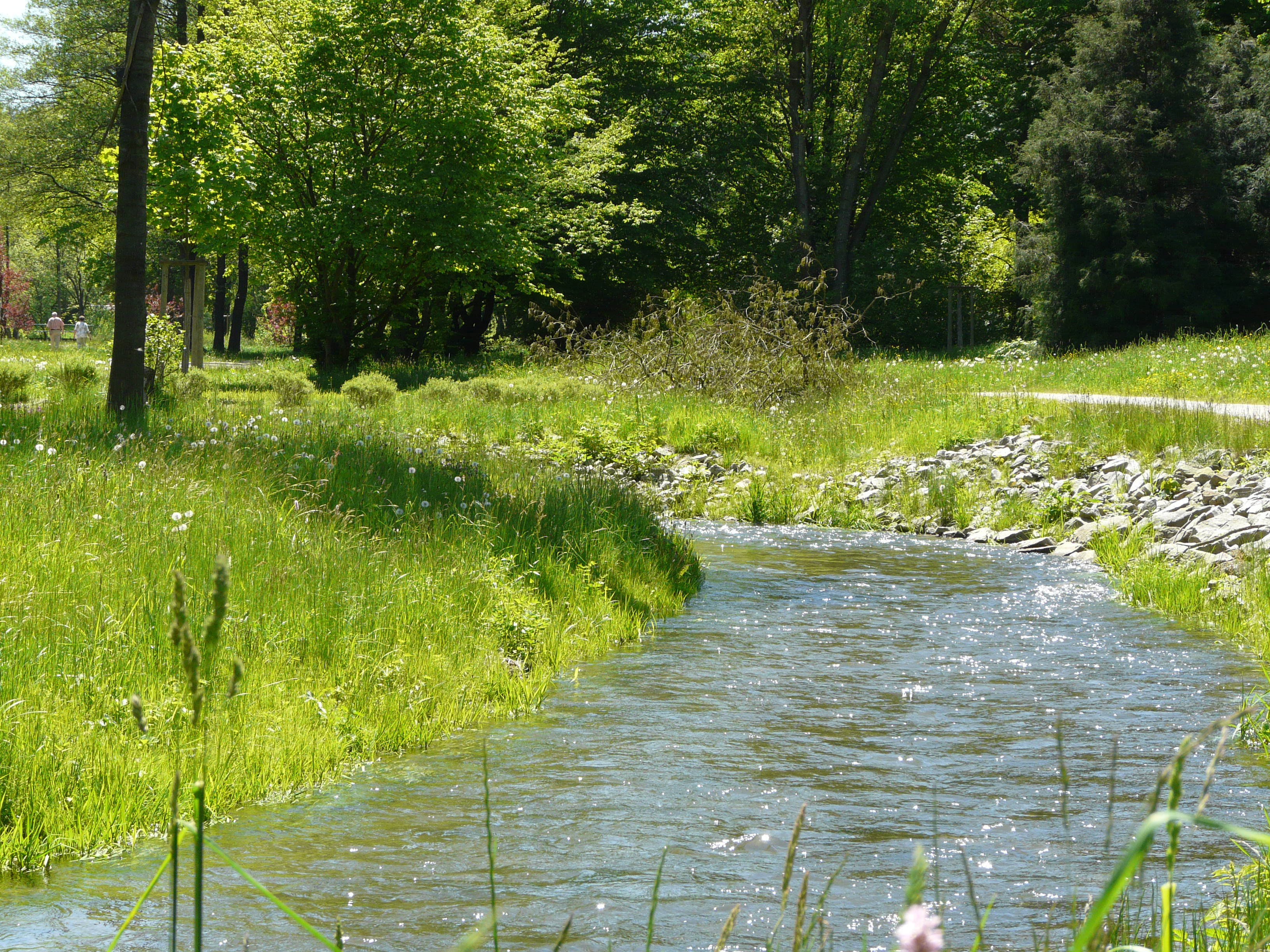
Sormitz im Stadtpark
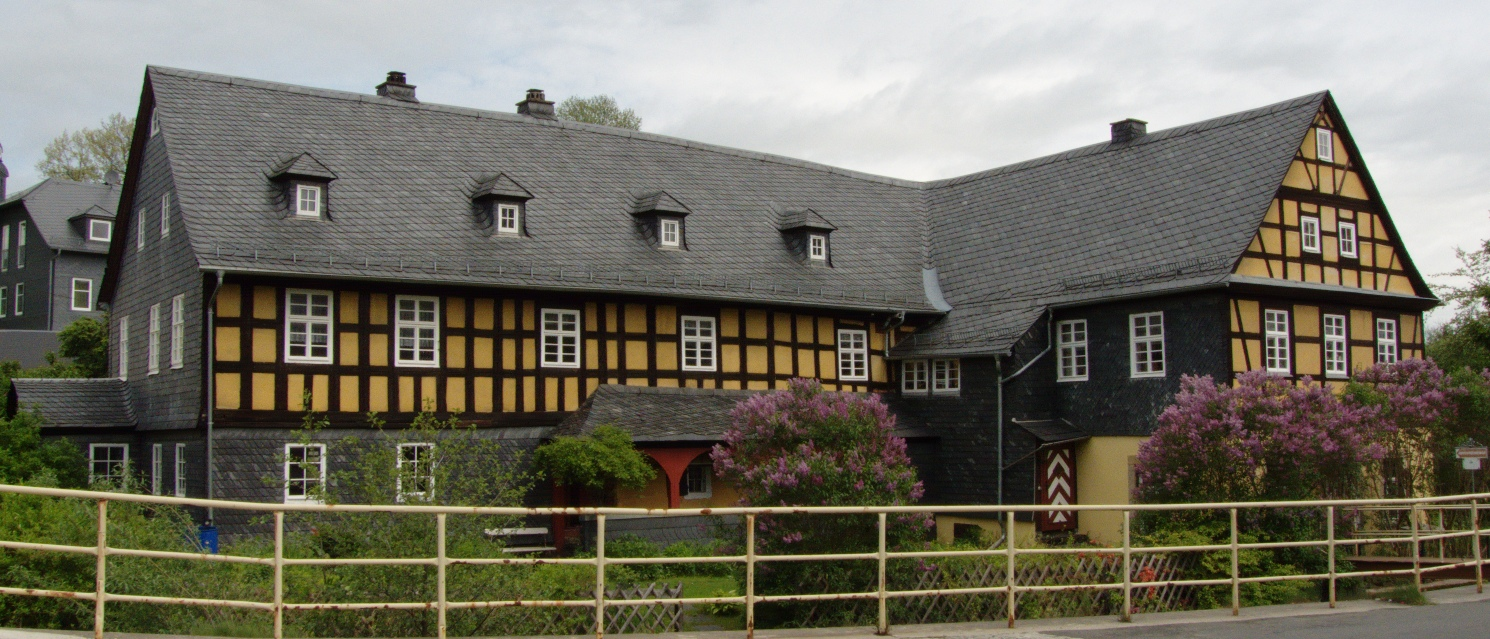
Das Wurz-Bach-Haus
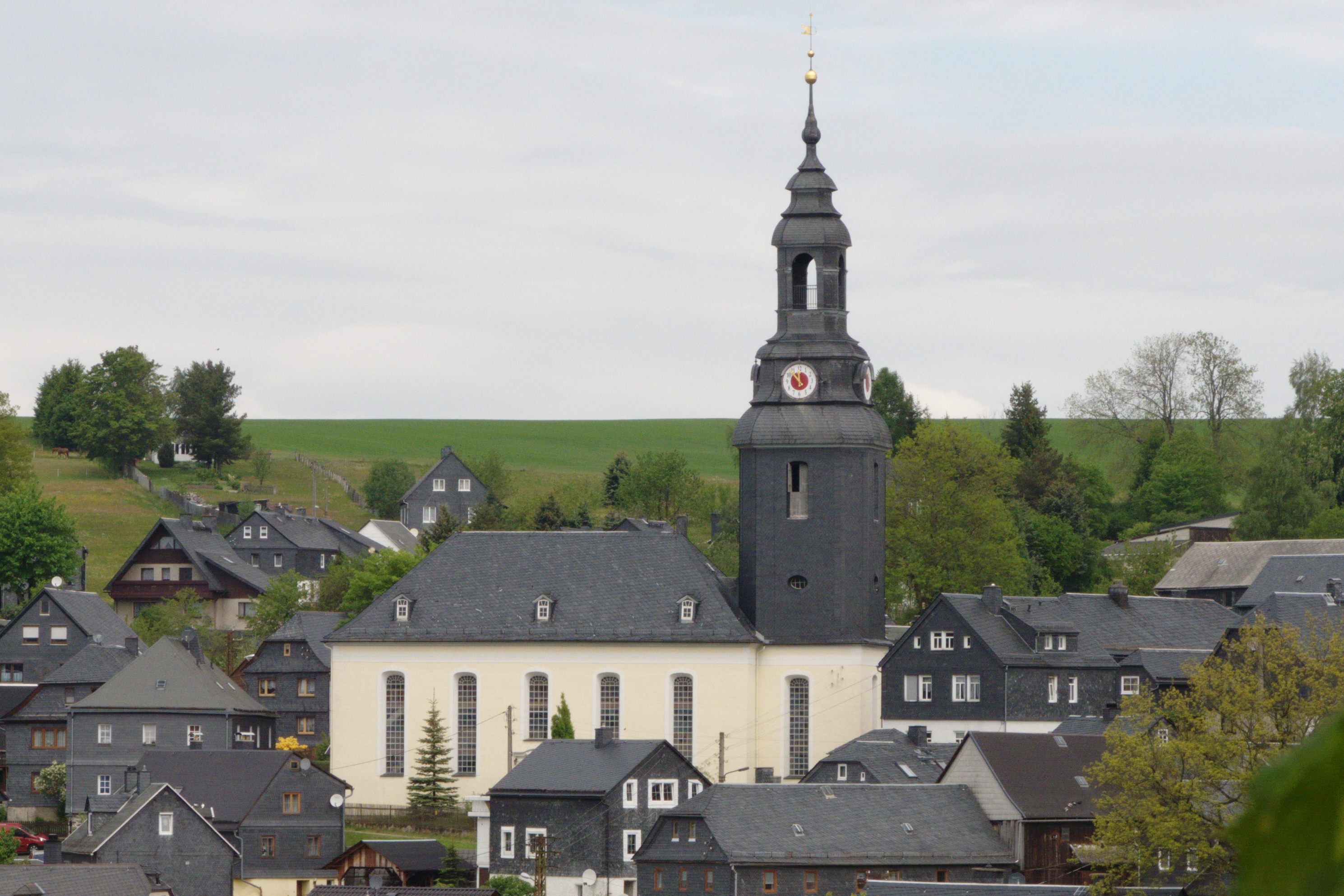
Kirche und Gebäude, mit Schiefer verkleidet
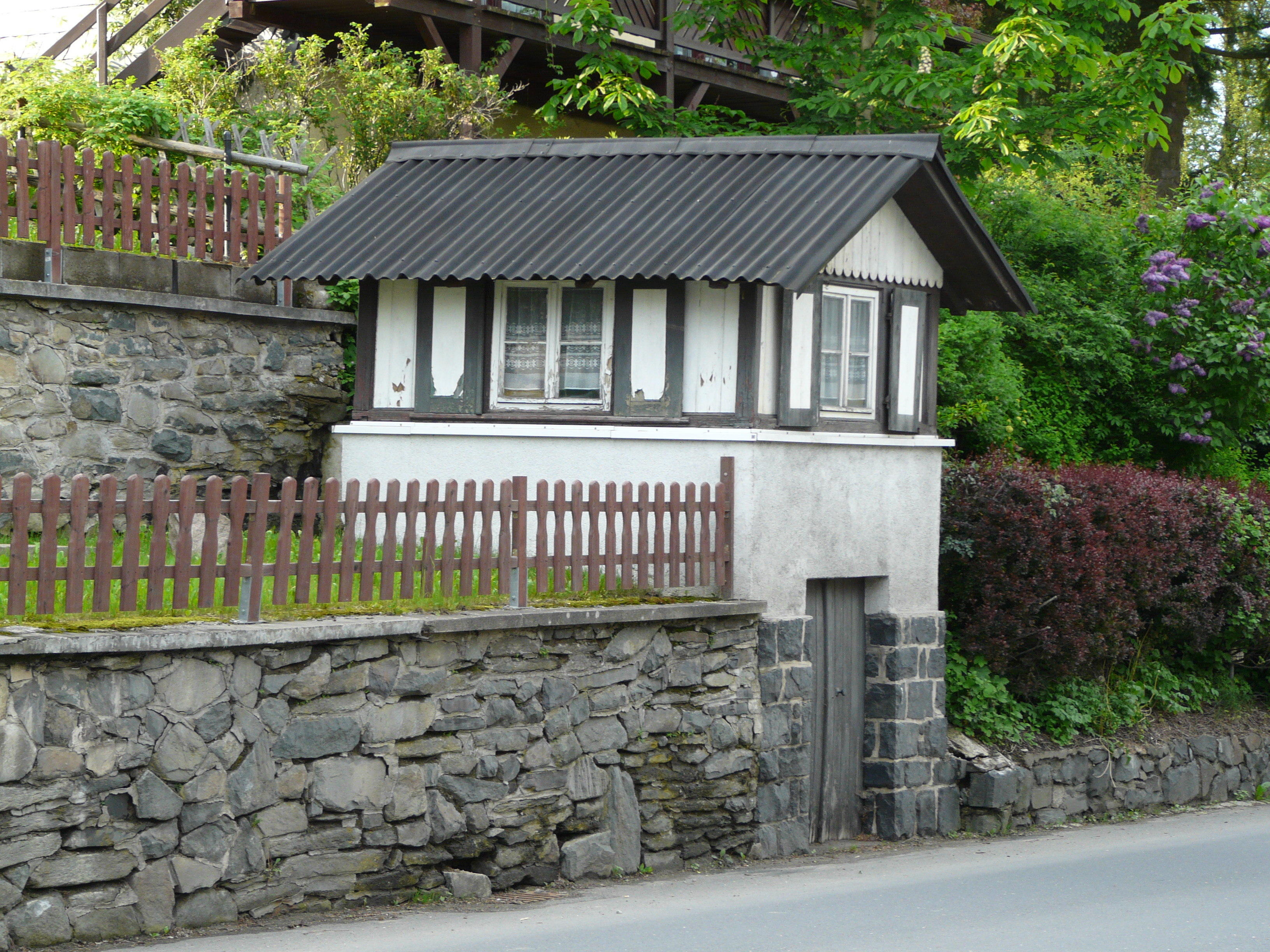
Gartenhaus
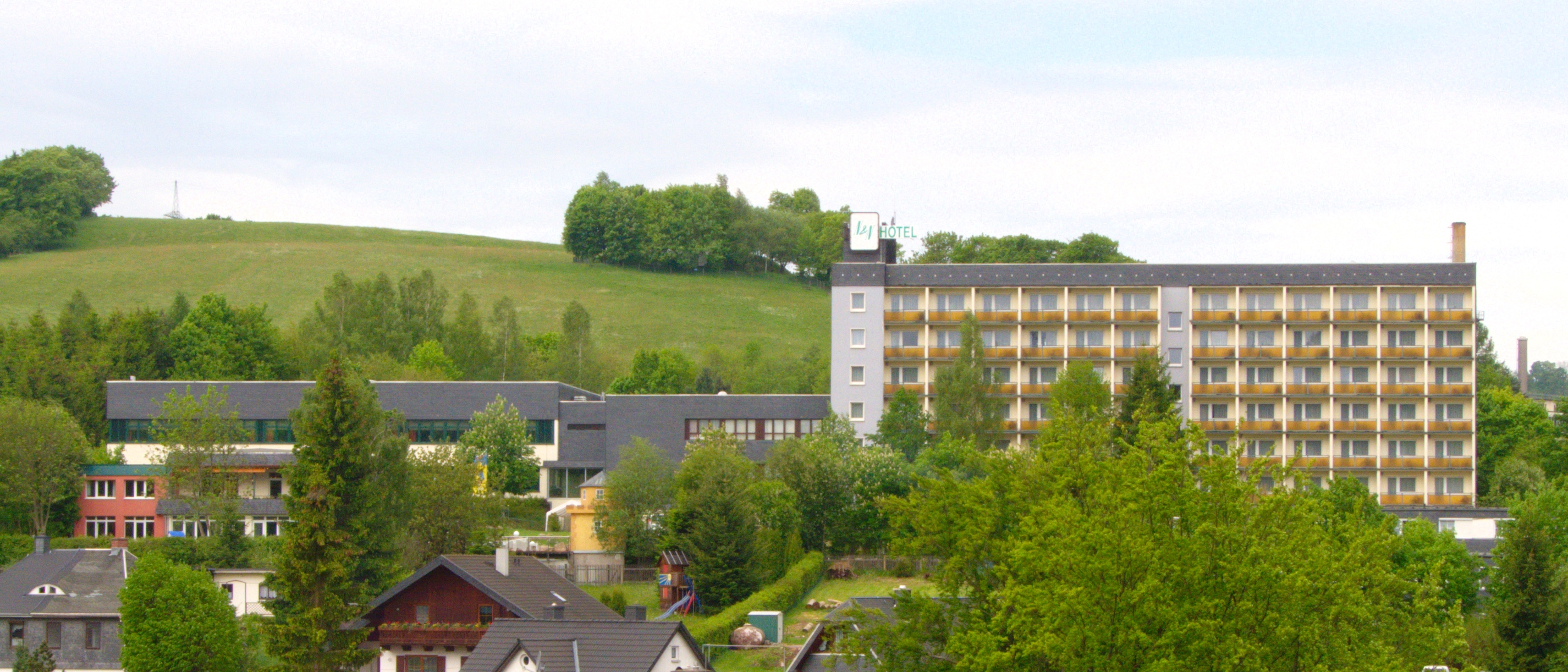
Aparthotel Wurzbach
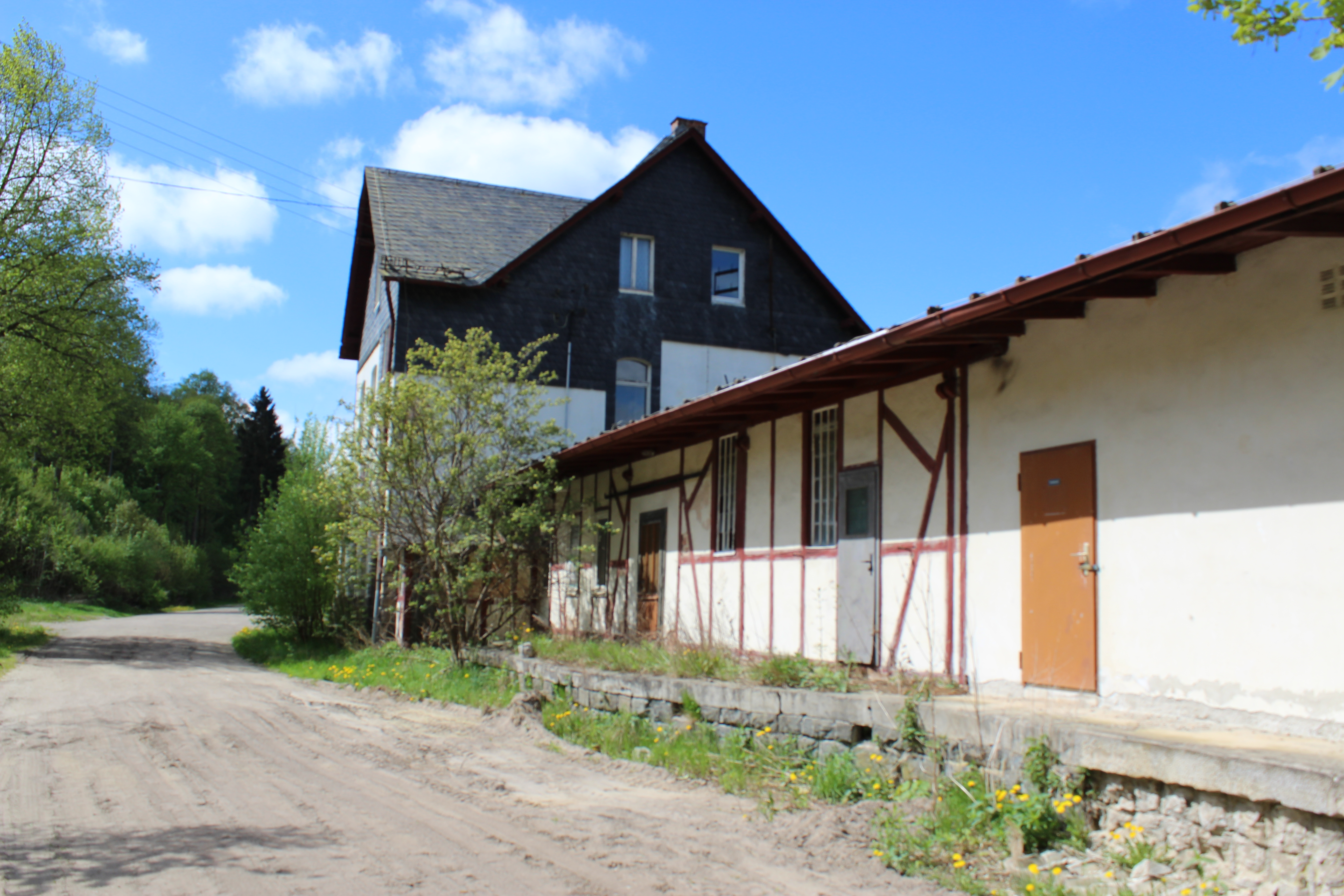
Bahnhof
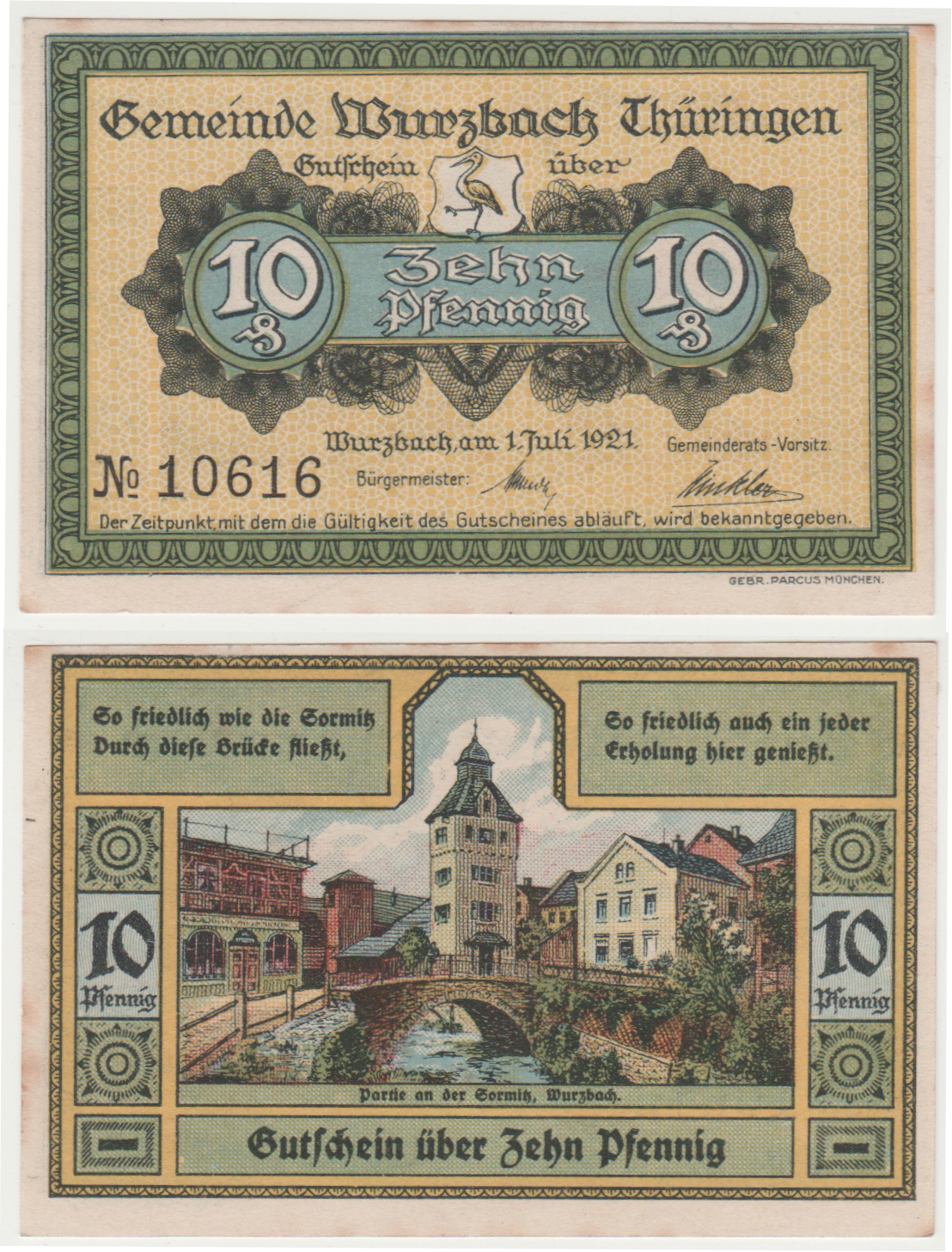
Der Trafo-Turm auf einem Notgeldschein von 1921

## Persönlichkeiten
- August Stiehler (1807–1896), deutscher Pfarrer und Politiker
- Fritz Spindler (1816–1905), Pianist und Komponist
- Heinrich Hertwig (1819–1889), Richter und Politiker
- Christian Neumeister (1824–1897), deutscher Beamter und Politiker
- Ferdinand Fischer (1840–1934), Gastwirt und Politiker, MdL Reuß
- Ernst Schmidt (1889–1985), Maler, Politiker und Bürgermeister von Garching
- Knut Herschel (1948–1999), Großmeister im Fernschach

## Verkehr
Der Bahnhof Wurzbach (Thür) liegt an der Bahnstrecke Hockeroda–Unterlemnitz. Die Station ist eine Spitzkehre.